# Balze di Faella
 (mars 2019).

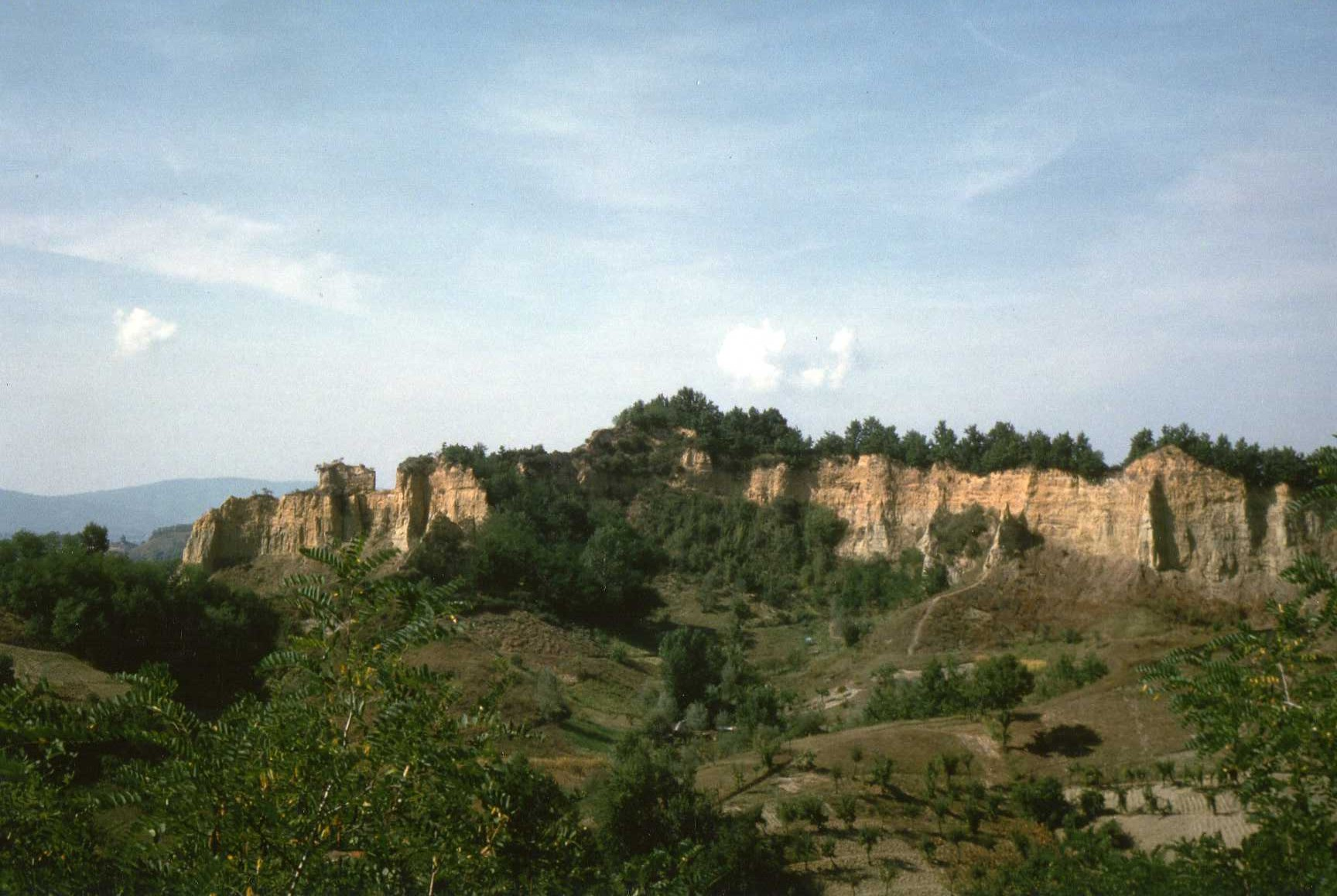

Les Balze di Faella sont des montagnes situés près de la ville de faella, dans la province d’Arezzo.
Lieu célèbre pour avoir mis au jour des ossements fossiles de quadrupèdes de la préhistoire. La majorité des objets trouvés ici sont conservés au musée de paléontologie de Montevarchi,.

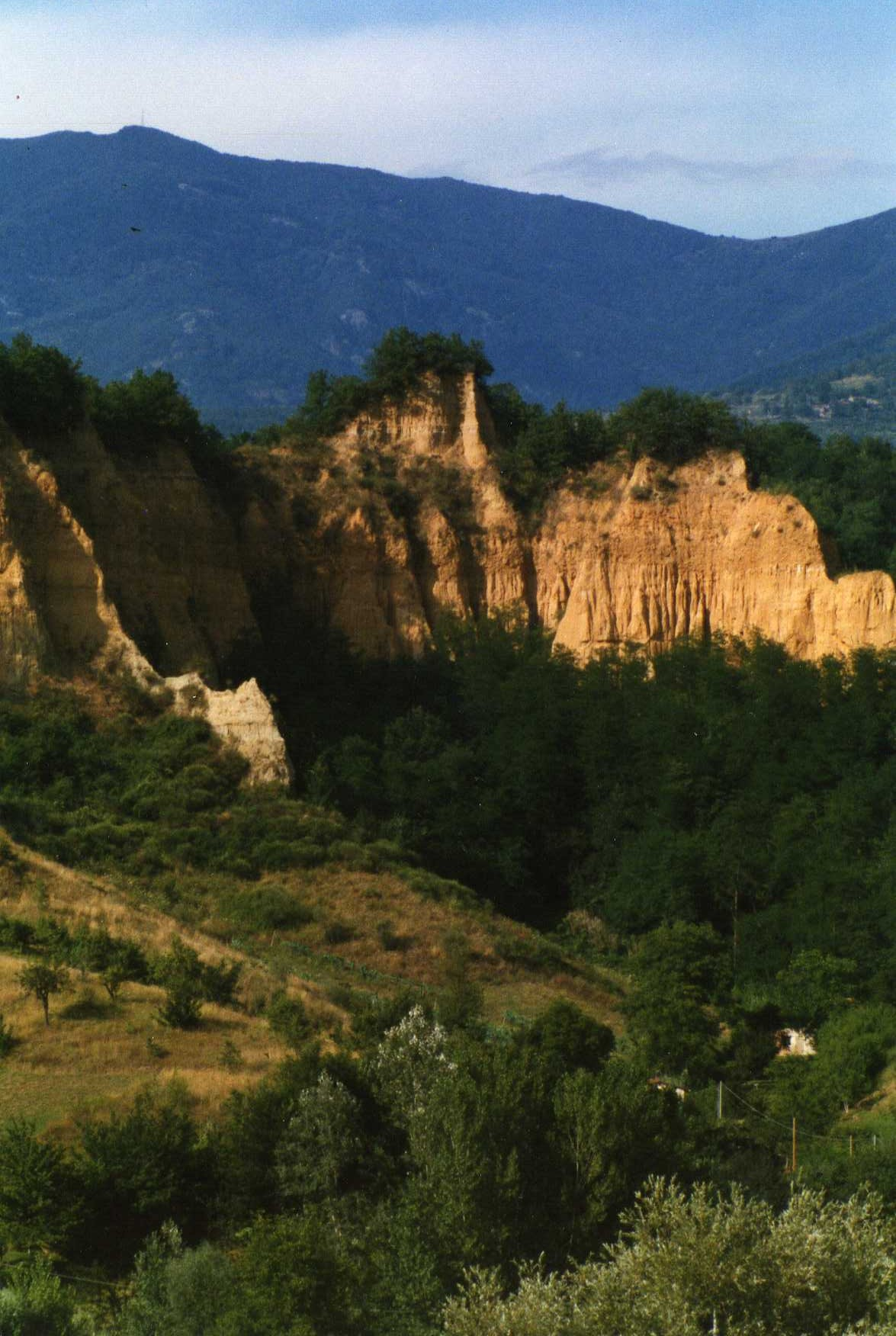
Le balze di Barberaia
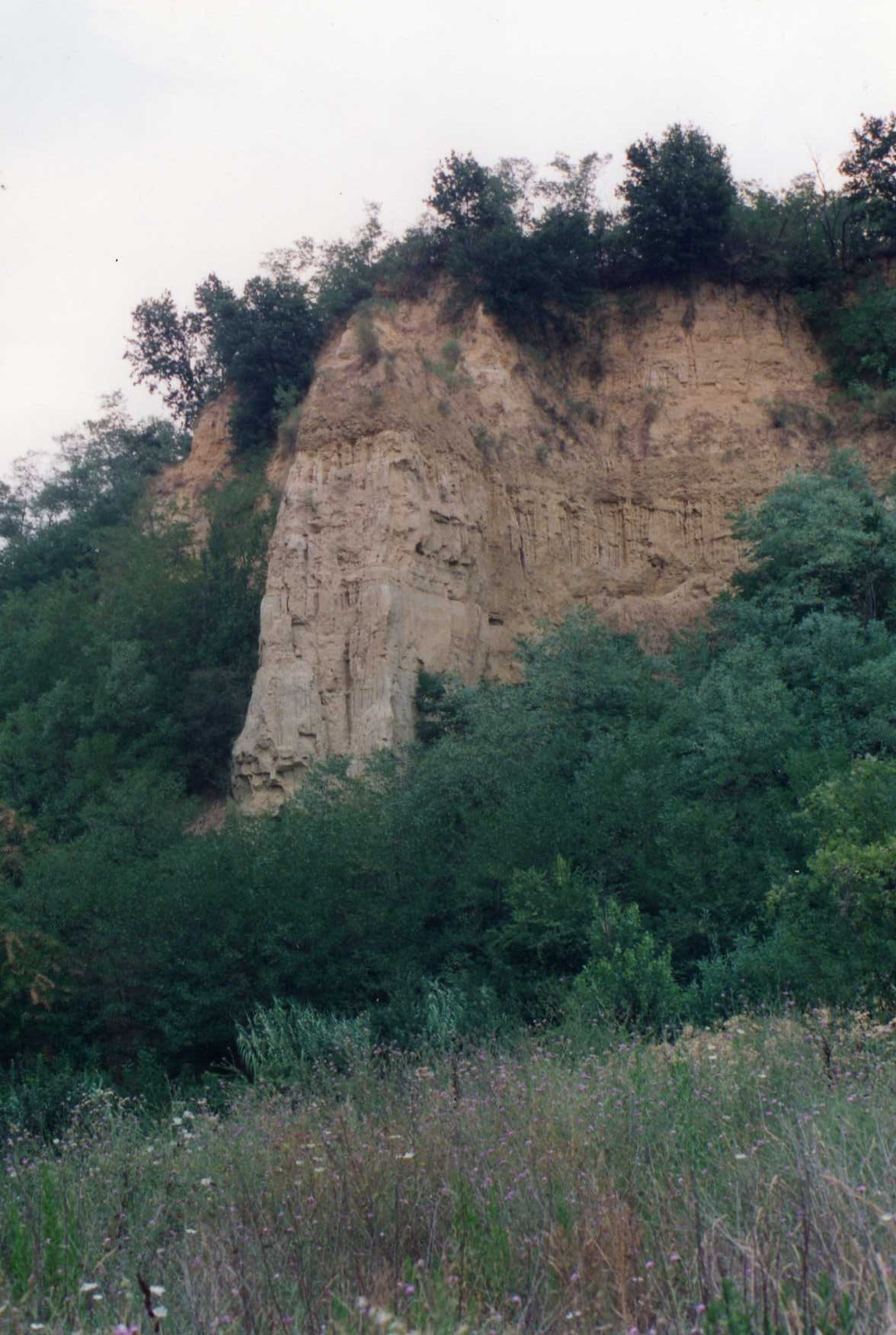
Le balze di San Michele
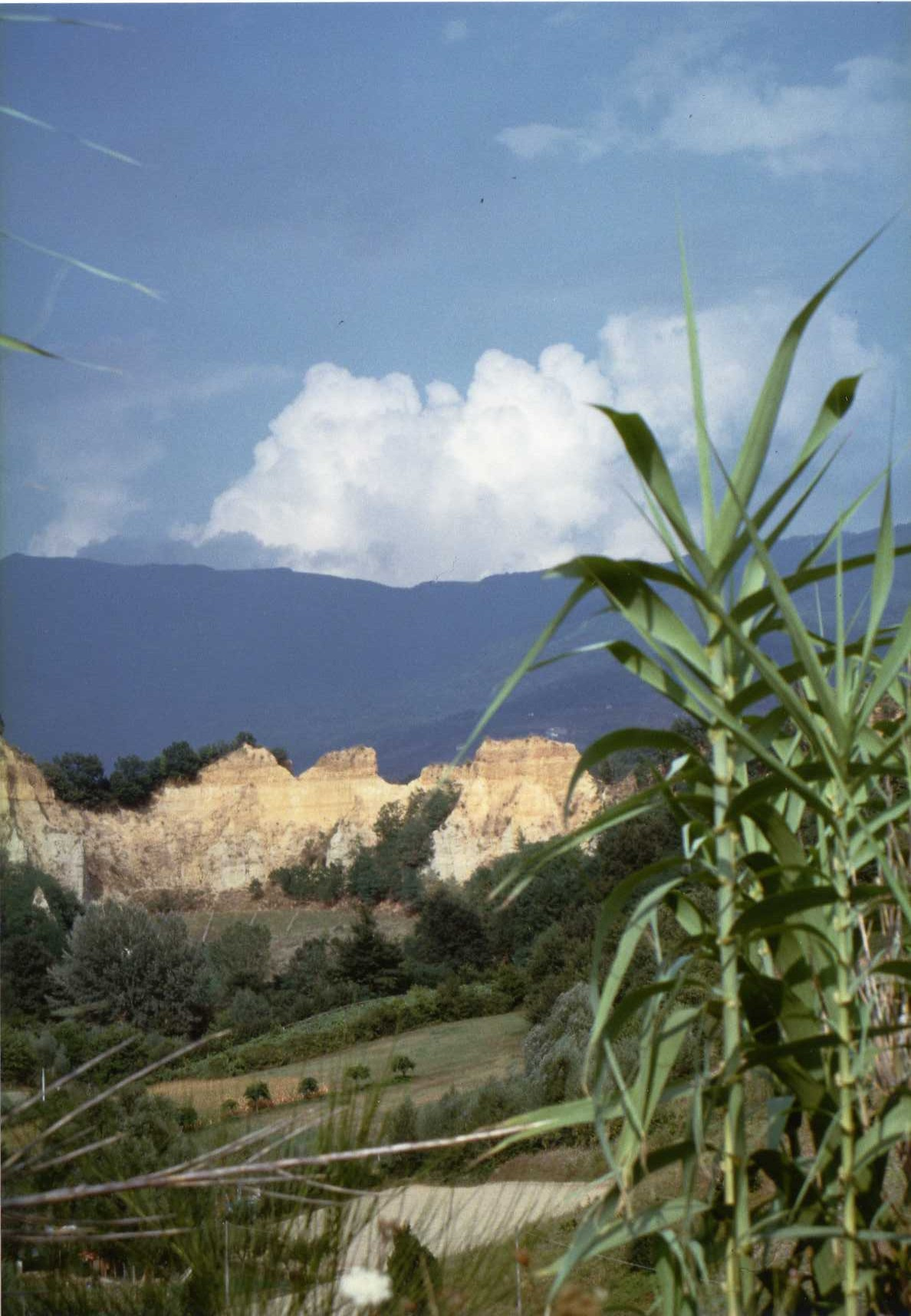
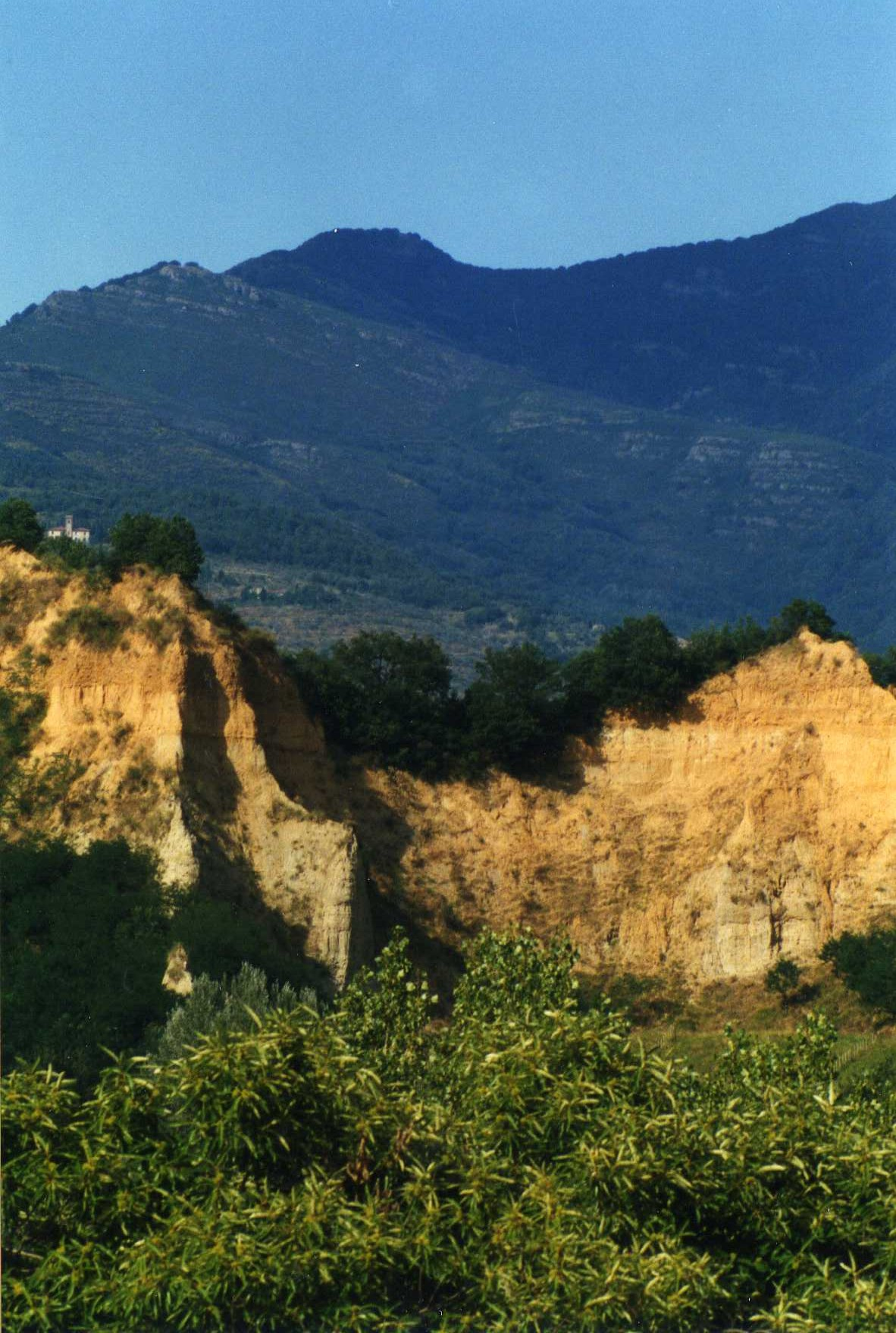
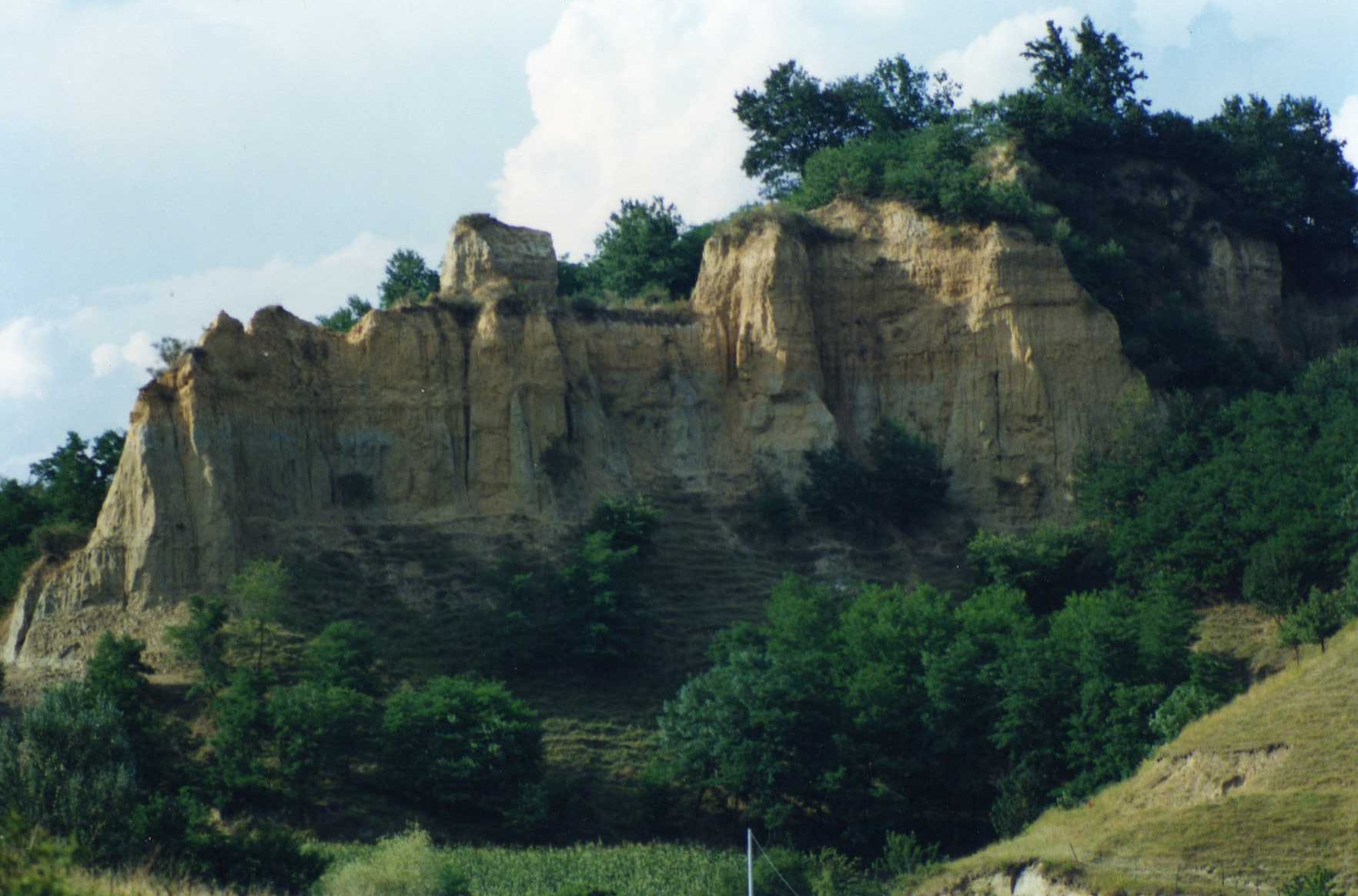
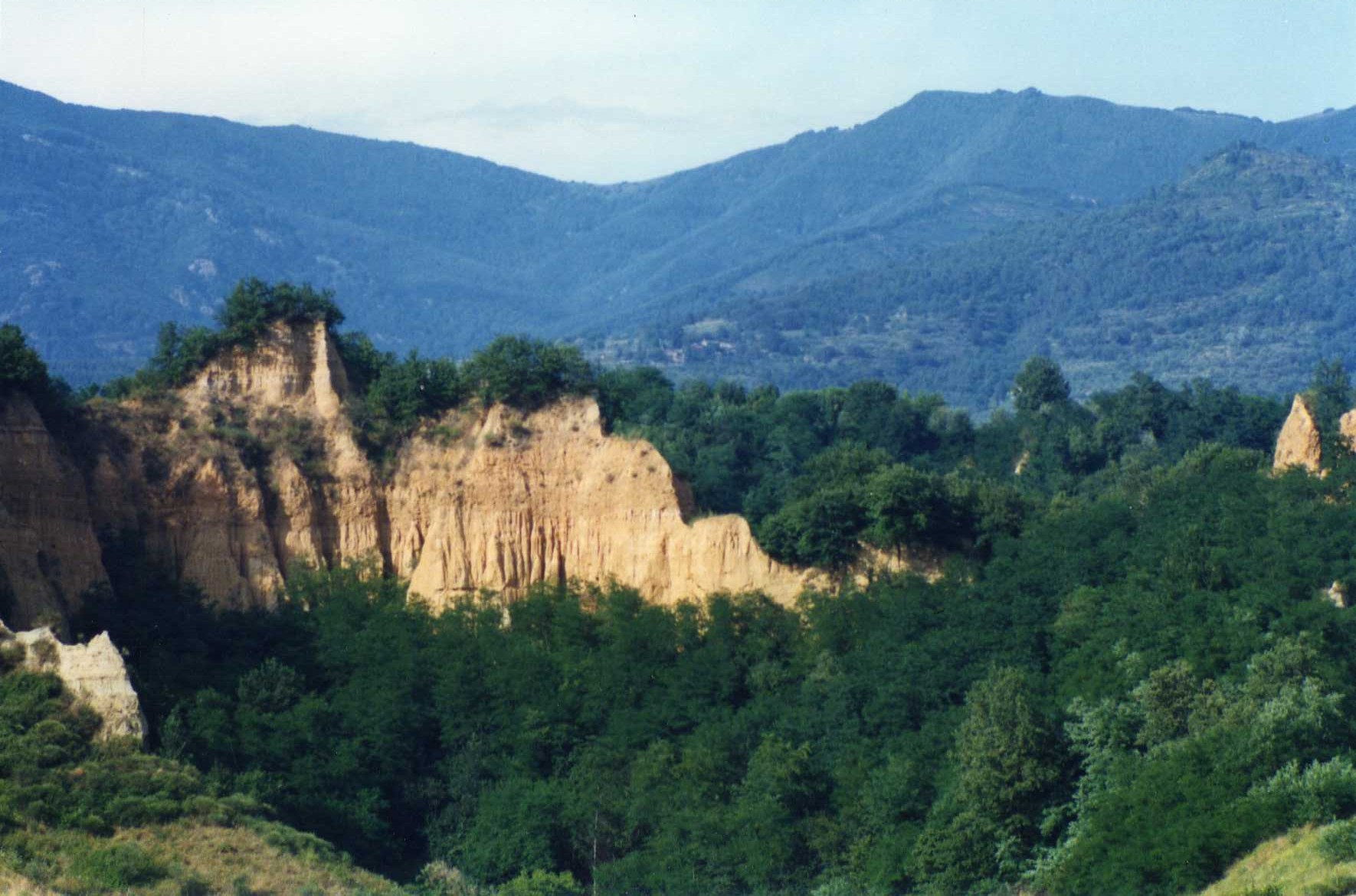
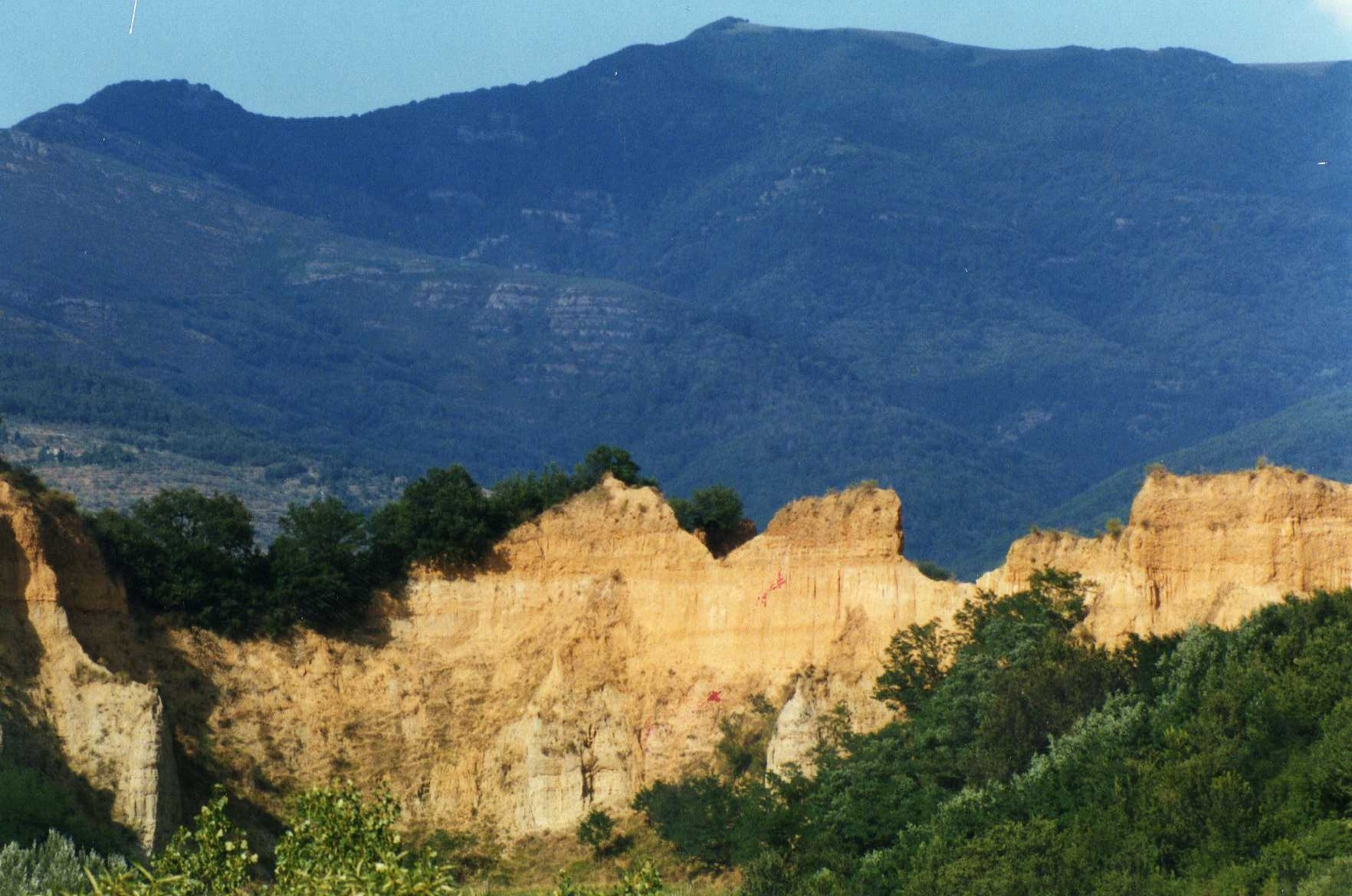
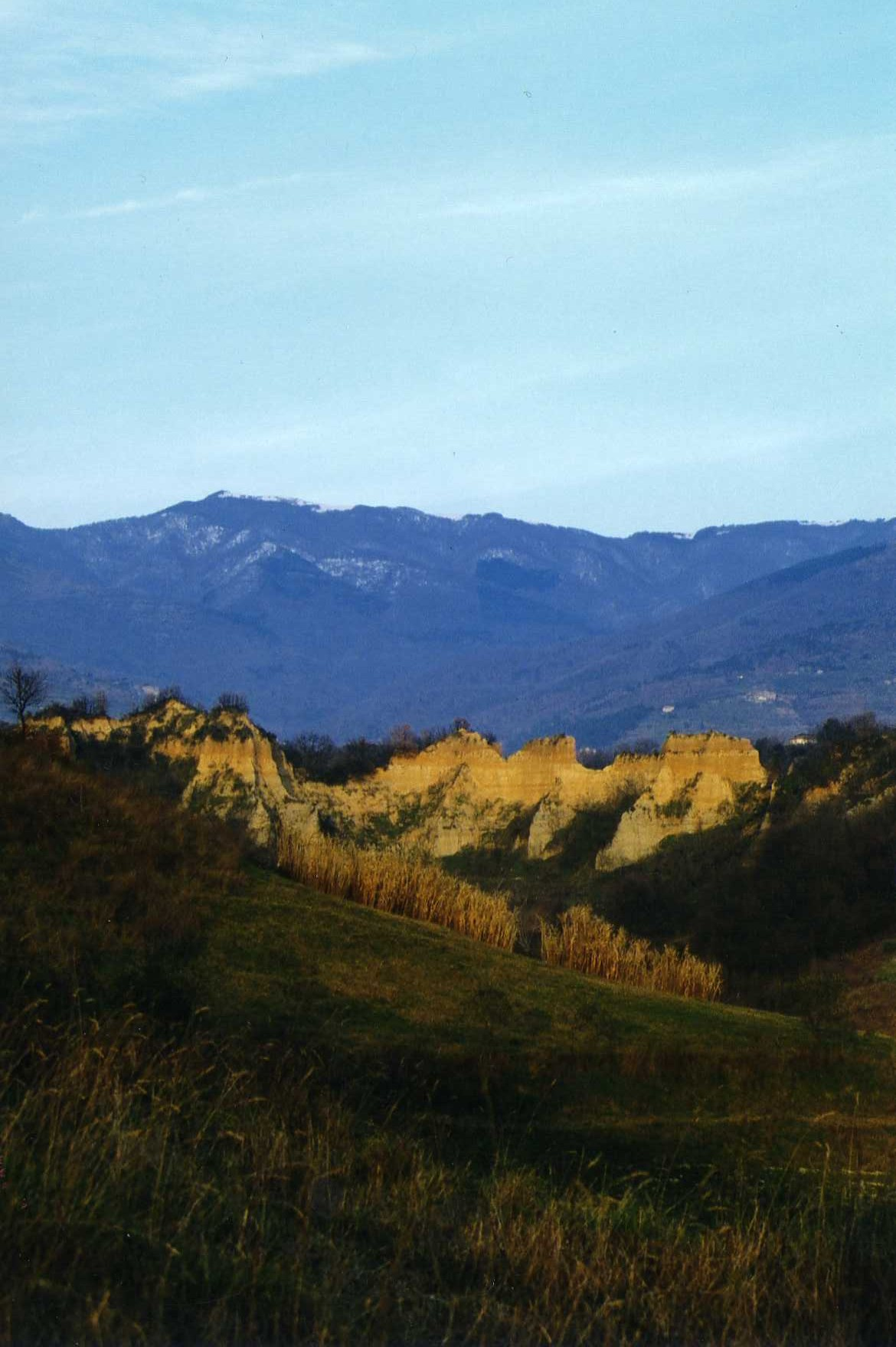